# Evangelische Kirche Altenhundem

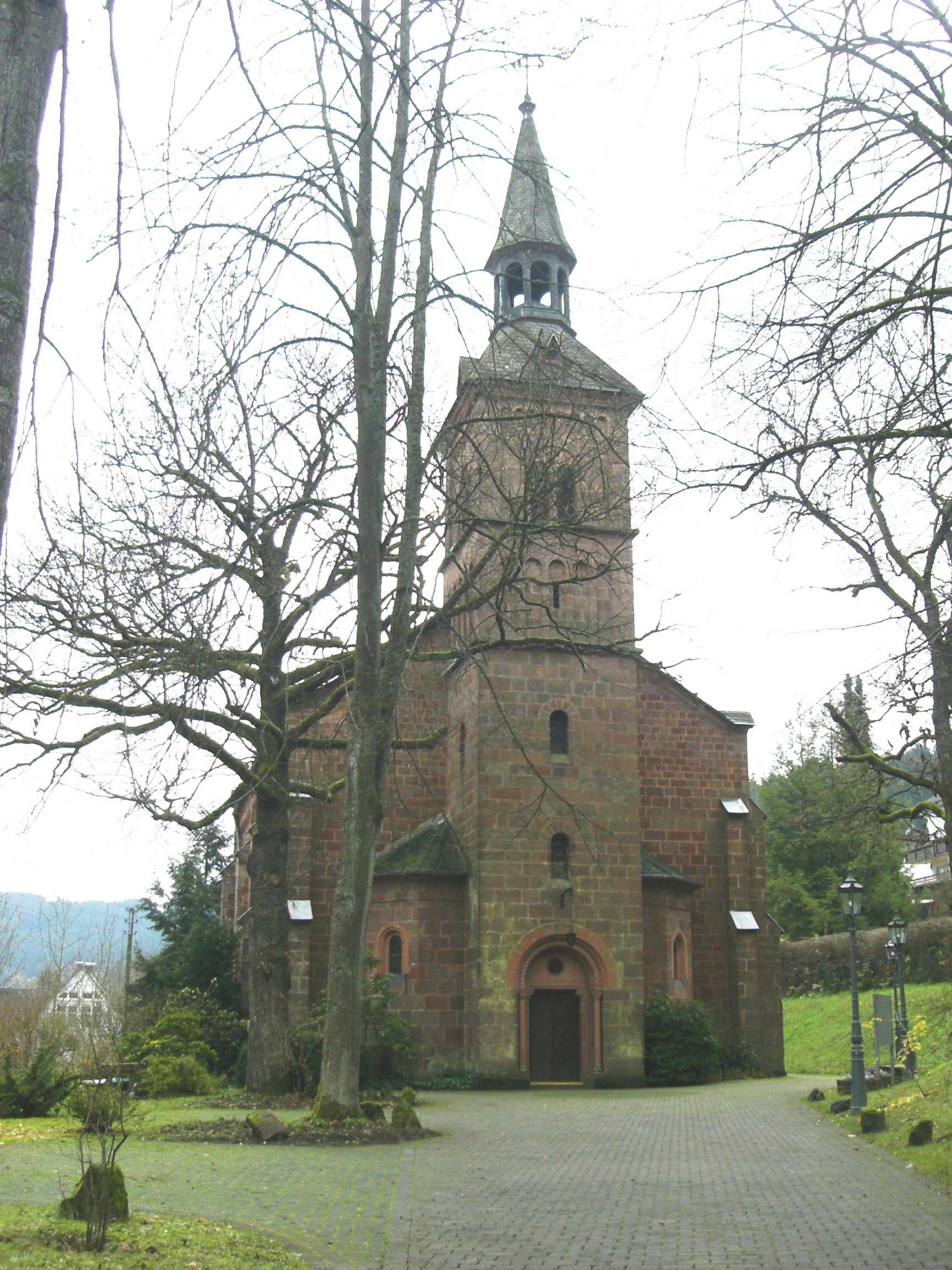
Evangelische Kirche in Altenhundem

Die Evangelische Kirche Altenhundem ist ein denkmalgeschütztes Kirchengebäude in Altenhundem, einem Ortsteil von Lennestadt im Kreis Olpe (Nordrhein-Westfalen).

## Geschichte und Beschreibung
Mit dem Bau der Ruhr-Sieg-Bahn kamen auch evangelische Eisenbahner- und Unternehmerfamilien aus dem Siegerland und aus Hessen u. a. in das Gebiet von Altenhundem, Meggen und Maumke. Nachdem im Jahr 1861 der zuvor gegründete Kirchenverein Meggen-Grevenbrück zu einer eigenen Filialgemeinde aufgestiegen war, wurde am 29. Juni 1867 der Grundstein für eine neue Kirche gelegt, die Einweihung erfolgte am 26. November 1868.
Die Kirche, die sich am Ortsausgang in Richtung Meggen befindet und durch ihre erhöhte Lage die Umgebung prägt, ist das einzige neuromanische Bauwerk in Lennestadt und darum ein wichtiges Zeugnis einer Bauepoche der Sakralarchitektur in Deutschland, die im näheren Bereich von Lennestadt kaum vertreten ist.
Die Baukosten in Höhe von 13.728 Talern, 12 Groschen und 6 Pfennigen wurden durch Spenden des Gustav-Adolf-Werkes und verschiedene Kollektenreisen von Pfarrer Rudolf Spennemann und der Presbyter aufgebracht. Im Zuge des Zweiten Weltkrieges wurde die Kirche erheblich beschädigt.
Das Bauwerk ist eine dreischiffige Hallenkirche mit kleinem eingezogenen Chor im Fünfachtelschluss. Die von achteckigen Pfeilern getragenen Gewölbe sind eigentlich Kreuzgratgewölbe, die Grate jedoch durch ganz feine Rippen betont.
Der Turm mit Pyramidendach und aufgesetzter Laterne ist mittig vor die Fassade gesetzt und bildet unten den Eingangsbereich.
Bei den Renovierungen im Jahr 1956 wurden neue Fenster angeschafft. Die drei Altarraumfenster (farbige Bleiverglasung) von W. E. Fentsch zeigen Szenen aus dem Alten Testament (u. a. Moses empfängt die 10 Gebote), dem Neuen Testament (Jesu Taufe, Bergpredigt u. a.) und der Offenbarung des Johannes (Christus als Weltenrichter, himmlisches Jerusalem u. a.). Eine bebilderte Dokumentation und Beschreibung der Kirchenfenster, des Grundrisses und der Innenansicht der Kirche befinden sich auf der Internetseite der Forschungsstelle Glasmalerei des 20. Jahrhunderts e.V.
Anlässlich des 100-jährigen Kirchweihjubiläums wurden 1968 erneut umfassende Renovierungsarbeiten und im Innenraum verschiedene Veränderungen nach Entwürfen des Architekten Wolfgang Kreuter vorgenommen, die der Kirche das heutige Aussehen geben. Dazu gehören ein neuer Altar aus Muschelkalkstein und dahinter eine bronzene Kreuzigungsgruppe. Zwei Jahre zuvor wurde eine neue Orgel angeschafft. 50 Jahre später wurde die Kirche erneut umfassend saniert. Zunächst wurden im Frühjahr 2017 die Dachflächen neu gedeckt und Fugen in der Fassade ausgebessert, wenig später folgte eine Innenrenovierung.
Seit 18. Juli 1988 ist die Kirche ein eingetragenes Baudenkmal und steht daher unter Denkmalschutz. Sie gehört seit 1. Januar 2020 zur Evangelischen Kirchengemeinde Attendorn-Lennestadt, zu der sich die vier Diaspora-Gemeinden Lennestadt-Kirchhundem, Attendorn, Finnentrop und Grevenbrück zusammengeschlossen haben. Neben der Kirche liegt der evangelische Friedhof Altenhundem.

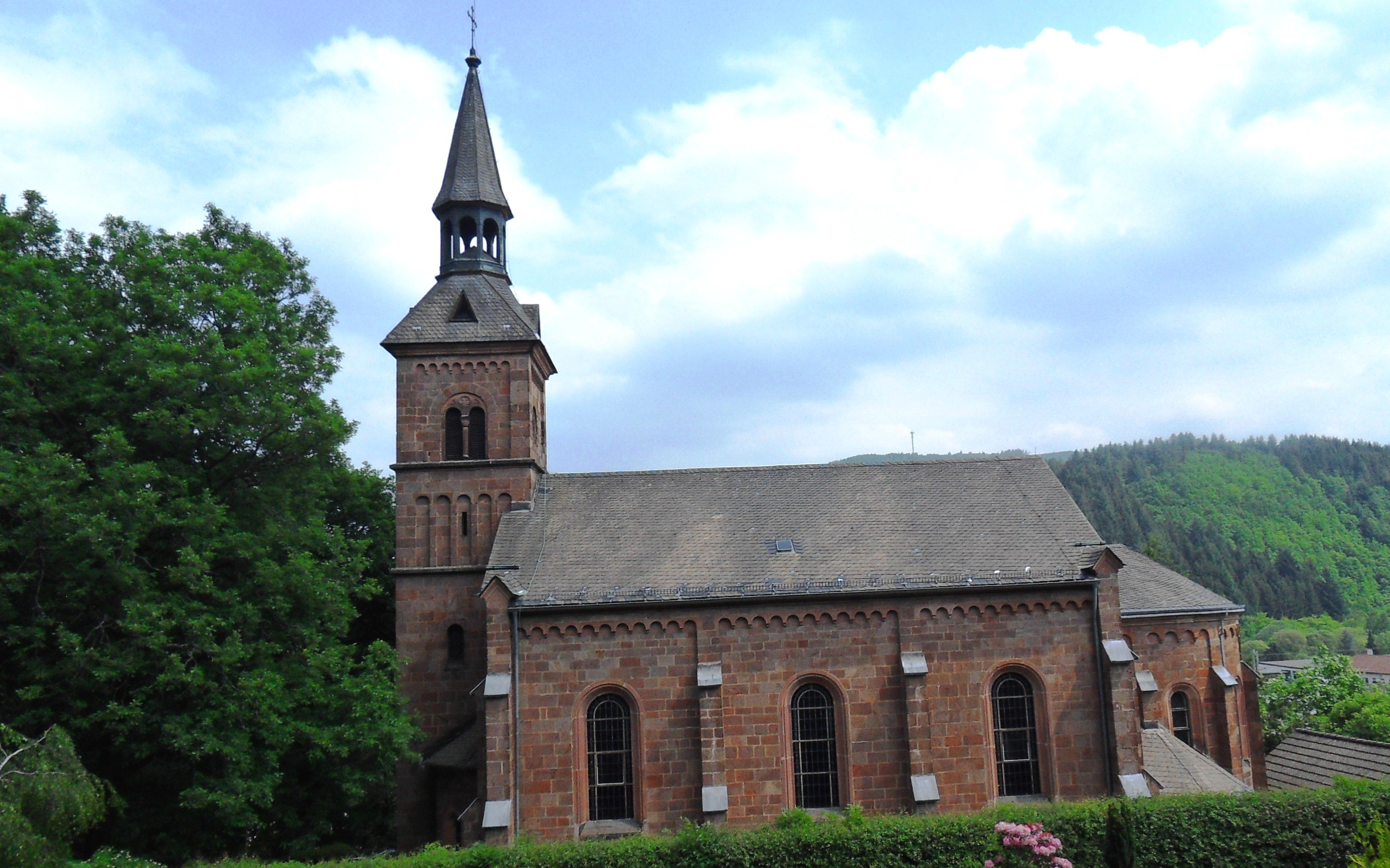
Seitenansicht vom Friedhof aus
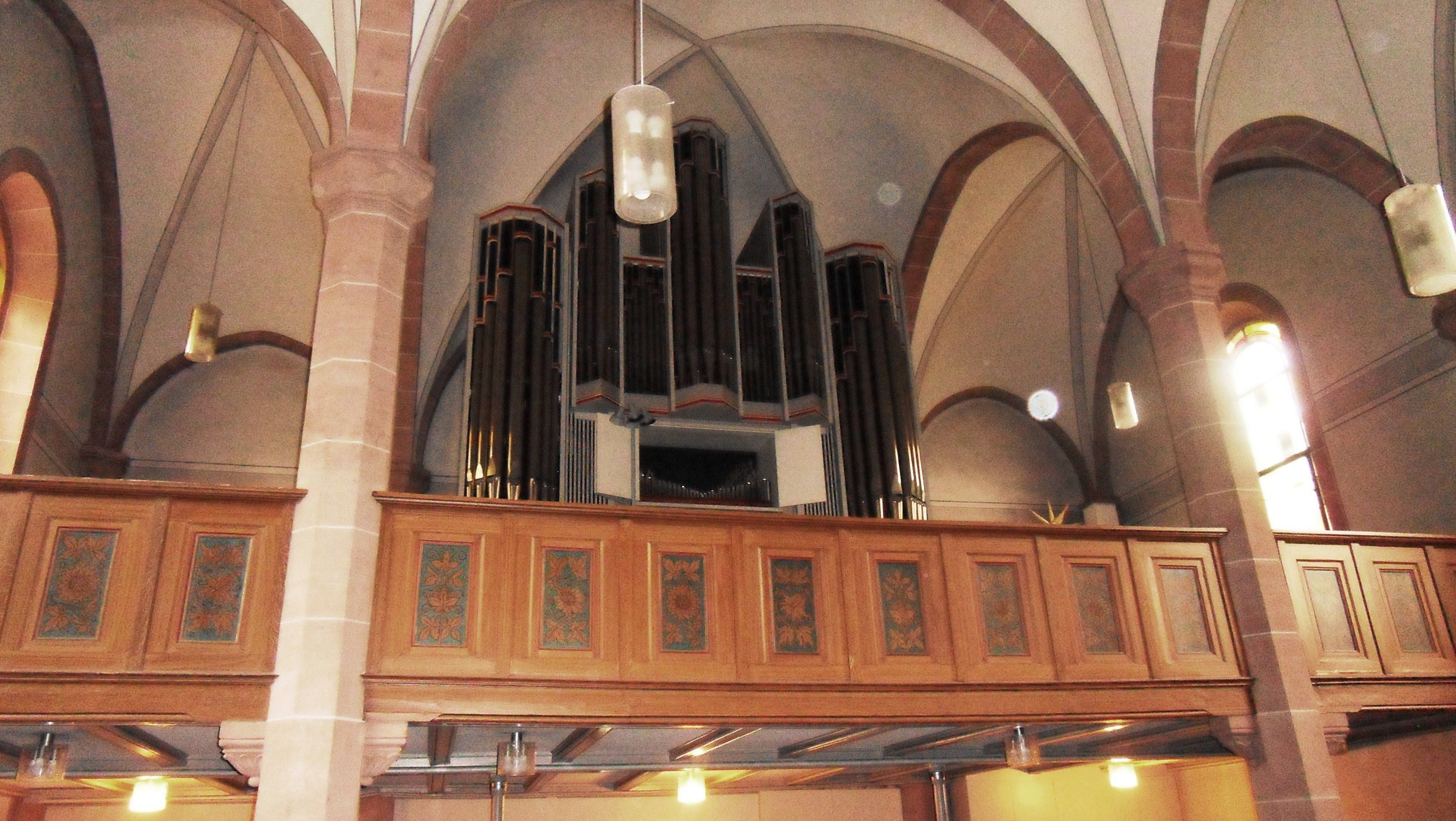
Orgelempore der Hallenkirche
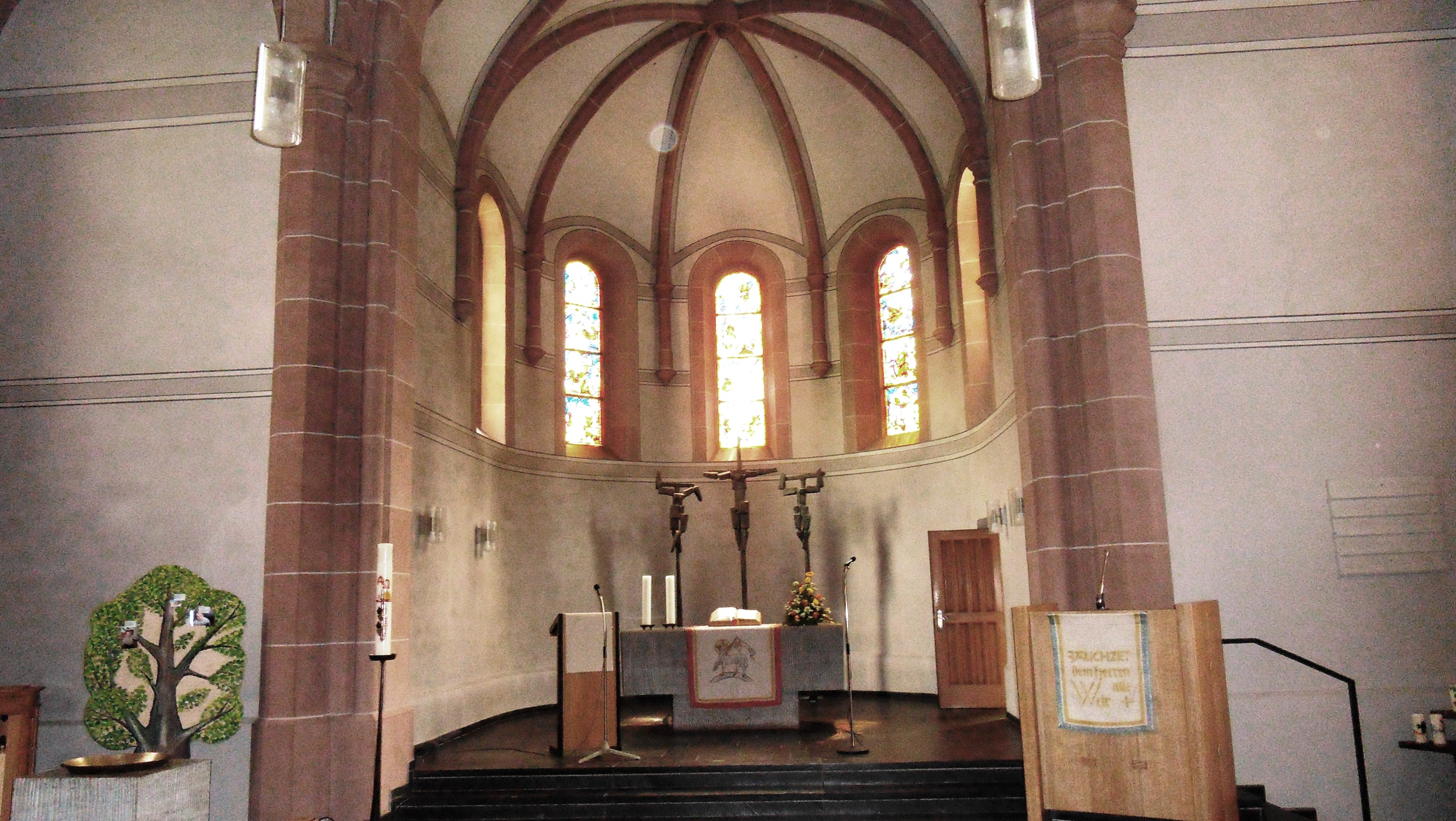
Mittelschiffsbreiter Altarraum mit Kreuzigungsgruppe

## Ausstattung
Die Orgel wurde 1966 von dem Orgelbauer Gustav Steinmann (Vlotho) erbaut, und im Jahre 2000 durch die Orgelbauer Albers & Wiggering (Schmallenberg) instand gesetzt. Das Schleifladen-Instrument hat 22 Register auf zwei Manualwerken und Pedal. Die Trakturen sind mechanisch.
| I Hauptwerk C–g3 |           |     |
| 1.               | Quintade  | 16′ |
| 2.               | Prinzipal | 8′  |
| 3.               | Rohrflöte | 8′  |
| 4.               | Oktave    | 4′  |
| 5.               | Gedackt   | 4′  |
| 6.               | Oktave    | 2′  |
| 7.               | Waldflöte | 2′  |
| 8.               | Mixtur V  |     |
| 9.               | Trompete  | 8′  |

| II Brustwerk C–g3 |                 |       |
| 10.               | Gedackt         | 8′    |
| 11.               | Rohrflöte       | 4′    |
| 12.               | Prinzipal       | 2′    |
| 13.               | Quinte          | 1 ⁄3′ |
| 14.               | Sesquialtera II |       |
| 15.               | Zimbel III      |       |
| 16.               | Regal           | 8′    |
|                   | Tremulant       |       |

| Pedal C–f1 |                |     |
| 17.        | Subbass        | 16′ |
| 18.        | Prinzipal      | 8′  |
| 19.        | Holzflöte      | 4′  |
| 20.        | Nachthorn      | 2′  |
| 21.        | Rauschpfeife V |     |
| 22.        | Fagott         | 16′ |

- Koppeln: II/I, I/P, II/P.